# القويم (الملاجم)

تعديل مصدري - تعديل

القويم هي إحدى قرى عزلة ال غشام الملاجم بمديرية الملاجم التابعة لمحافظة البيضاء، بلغ تعداد سكانها 41 نسمة حسب تعداد اليمن لعام 2004.